# Teramulus
Teramulus és un gènere de peixos pertanyent a la família dels aterínids.

## Distribució geogràfica
Es troba a les costes de Madagascar.

## Taxonomia
- Teramulus kieneri (Smith, 1965)[3]
- Teramulus waterloti (Pellegrin, 1932)[4][5][6][7][8][9][10]